# Spilopera polishana
Spilopera polishana là một loài bướm đêm trong họ Geometridae.